# Большаков, Геннадий Фёдорович
Геннадий Фёдорович Большаков (31 декабря 1932, Пушкино — 9 июля 1989, Томск) — химик, профессор на кафедре высокомолекулярных соединений и нефтехимии Томского государственного университета; член-корреспондент АН СССР (1981), директор Института химии нефти СО АН СССР (ИХН СО АН).

## Работы
- Совместно с Е. А. Глебовской. Гетероорганические соединения реактивных топлив. Л., 1962;
- Совместно с Я. Б. Чертковым и Е. И. Гулиным. Топлива для реактивных двигателей. Л., 1964;
- Совместно с Е. И. Гулиным и Н. Н. Торичневым. Физико-химические основы применения моторных, реактивных и ракетных топлив. Л., 1965;
- Совместно с Е. А. Глебовской и З. Г. Каплан. Инфракрасные спектры и рентгенограммы гетероорганических соединений. Л., 1967;
- Совместно с Е. А. Глебовской. Таблицы частот инфракрасных спектров гетероорганических соединений. Л., 1968;
- Совместно с В. С. Ватаго и Ф. Б. Агрест. Ультрафиолетовые спектры гетероорганических соединений. Л., 1969;
- Физико-химические основы образования осадков в реактивных топливах. Л., 1972;
- Восстановление и контроль качества нефтепродуктов. Л., 1974;
  - Восстановление и контроль качества нефтепродуктов. 2-е изд. Л., 1982;
- Совместно с В. Ф. Тимофеевым и И. И. Сибаровой. Экспресс-методы определения загрязненности нефтепродуктов. 2-е изд. Л., 1982;
- Химия и технология компонентов жидкого ракетного топлива. Л., 1983;
- Совместно с В. Ф. Тимофеевым и М. Н. Новичковым. Оптические методы определения загрязненности жидких сред. Новосибирск, 1984;
- Инфракрасные спектры насыщенных углеводородов. Ч. 1: Алканы. Ч. 2: Цикланы. Новосибирск, 1986;
- Сераорганические соединения нефти. Новосибирск, 1986;
- Физико-химические основы применения топлив и масел. Новосибирск, 1987;
- Азоторганические соединения нефти. Новосибирск, 1988;
- Инфракрасные спектры аренов. Новосибирск, 1989;
- Образование гетерогенной системы при окислении углеводородных топлив. Новосибирск, 1990.

## Награды
- Орден Трудового Красного Знамени.